# الكسندر ماكميلان ويلش
الكسندر ماكميلان ويلش (بالإنجليزية: Alexander McMillan Welch)‏ هو مهندس معماري أمريكي، ولد في 1869، وتوفي في 1943.